# Partito Democratico Cristiano di Serbia
Il Partito Democratico Cristiano di Serbia (sr.:Демохришћанска странка Србије,ДХСС-DHSS) è stato un partito politico serbo di orientamento cristiano-democratico e liberale-sociale operativo dal 1997 al 2017.
Alle elezioni parlamentari del 2007 si unì alla lista filoeuropeista  LDP-GSS-SDU-LSV-DHSS/Jovanovic Presidente, appoggiando il candidato liberaldemocratico e conquistando un seggio nell'Assemblea Nazionale di Serbia.
Nel maggio 2010 a DHSS si aggregò il movimento "La Mia Serbia".
Nel 2017 è confluito nel Movimento per la Restaurazione del Regno di Serbia (Покрет обнове Краљевине Србије, Pokret obnove Kraljevine Srbije - POKS).